# マジンガーZ対デビルマン
『マジンガーZ対デビルマン』（マジンガーゼットたいデビルマン、英文:Mazinger VS Devilman）は、1973年7月18日に東映まんがまつりの一編として公開された日本のアニメーション映画。
キャッチコピーは「大空に激突するぼくらの人気者 映画だけでみられる! ドクターヘル機械獣軍団とデーモン族妖獣の総出撃」。

## 概要
共に永井豪が原作を担当したテレビアニメ、『マジンガーZ』と『デビルマン』のクロスオーバー作品。世界観については『マジンガーZ』がベースとなっており、そこに本作品公開時点では放映終了していた『デビルマン』のデビルマンらがゲスト出演する形となっている。『マジンガーZ』の劇場オリジナル作品としては本作品が初であると同時に、今日では定番となっているテレビアニメの劇場公開用オリジナル作品の先駆けでもある。
本作品以前のヒーローものでのクロスオーバーは、『帰ってきたウルトラマン』におけるウルトラマン・ウルトラセブンの登場や『仮面ライダーV3』での仮面ライダー1号・仮面ライダー2号の登場といったシリーズ内での客演や、『キングコング対ゴジラ』（怪獣対怪獣）のような同ジャンルでの共演などがほとんどであったが、本作品では作品（番組）自体が異なるうえに、巨大ロボットと変身ヒーローという異色の組み合わせとなっている。これ以降の東映まんがまつりにおけるクロスオーバーものの劇場用ロボットアニメ（『マジンガーZ』や『ゲッターロボ』など）はフジテレビ系列で統一されているが、本作品の『デビルマン』だけがNET系列の作品であり、放送局が異なることから実現は難しいと思われていた。しかし、『デビルマン』のテレビ放送が終了済みであったことや原作者の希望でNET系側からの認可も降り、実現することになった。
本作品のもう1つの見どころとして、テレビ版に先駆けてのジェットスクランダーの登場が挙げられる。以降の劇場版マジンガーシリーズでは、テレビ版を先取りした展開が恒例となる。本作品に登場するジェットスクランダーは垂直翼のマークが「Z」であるなどテレビ版と若干デザインが異なり、『デビルマン』側においてもシレーヌのデザインがテレビ版と異なっているといった差異がある。
また、本作には永井豪による漫画版を意識した演出・描写が随所に見られ、トロスD7とゴーストアームV10（漫画版ではゴーストファイアーV9）の同士討ち、海中でのマジンガーZとバルバドスF7（漫画版ではグロッサムX2）の熱光線の応酬、光子力研究所の防衛隊の描写などが漫画を再現もしくはアレンジして描かれている。シレーヌが光子力研究所を襲撃する際のセリフも『デビルマン』の漫画版から引用されており、明が自称する「デーモン・ハンター」という表現や、魔将軍ザンニンによる「悪魔の秘密を知り、悪魔の能力を得た不動明、いやデビルマン」というセリフも、漫画版からのものである。
画面作りの点ではシネスコサイズのワイドスクリーンを多分に意識した演出やレイアウトが顕著で（これは後の劇場版マジンガーシリーズ各作品と比べても突出している）、東映長編漫画映画の流れを汲む作画の緻密さや迫力と相俟って、見応えのある作品となっている。
企画には、双方のテレビ作品をプロデュースした有賀健のほか、『マジンガーZ』の第2・6・13・16話を演出した勝田稔男が企画部に配属されて初のプロデュースを担当した。勝田は本作品の後も同じく永井作品『キューティーハニー』で初のテレビ作品プロデュースを経て、永井のロボットアニメ『ゲッターロボ』・『ゲッターロボG』・『UFOロボ グレンダイザー』をプロデュースし、『マジンガーZ』の横山賢二と双璧をなす東映動画ロボットアニメのプロデューサーとなる。
なお、タイトルでは「対」となっているが、劇中では兜甲児と不動明による主人公同士のバイクレースが描かれるにとどまり、マジンガーZとデビルマンの対決は描かれていない。しかし、本作品以降は実際に対決しない内容であってもタイトルに「対」もしくは「VS」と付けられるクロスオーバー作品が、多々登場するようになった。
「予告編」完成前に公開された「特報」では、実際の完成映画では登場しなかった機械獣と妖獣が（別作画で）登場するほか、パイルダーを操縦している甲児がゴーグルを降ろしていないといったNG映像が存在する。マジンガーZが機械獣にブレストファイヤーを浴びせる場面や、デビルマンが妖獣に膝蹴り・チョップ・デビルビームを放つ場面は、双方のテレビシリーズのオープニングアニメーションからの流用である。

## キャスト

### 光子力研究所
- 兜甲児：石丸博也
- 弓教授：八奈見乗児
- 弓さやか：松島みのり
- ボス：大竹宏
- ヌケ：富田耕生
- ムチャ：田の中勇
- 兜シロー：沢田和子

### デビルマンと仲間たち
- デビルマン / 不動明：田中亮一
- アルフォンヌ：永井一郎
- ポチ：八奈見乗児

### 機械獣軍団
- ドクターヘル：富田耕生
- あしゅら男爵：柴田秀勝、北浜晴子
- 鉄仮面：矢田耕司

### 妖獣軍団
- 魔将軍ザンニン：小林清志
- 妖獣シレーヌ[注釈 6]：里見京子
- 妖獣ブゴ：青木笑児

予告編・特報ナレーター：野田圭一

## 登場メカ
- 飛行要塞ナバローン
  - 飛行要塞グールに先立って建造された（本作にのみ登場する）機械獣輸送用の飛行母艦。全長2,000m[注釈 7]、全高100m、重量2,000万t[21][22]。バードス島の大地を割って発進した。グールと異なりずんぐりとした機体形状で、コクピットのある上部の赤い指令機（司令機）[注釈 8]にはドクターヘルとあしゅら男爵の2名が乗り込み操縦した。指令機（司令機）は全長13m、全高4m、最高速度マッハ3、分離して単独での飛行が可能であり[21]、脱出艇を兼ねている[22]。ドクターヘルビームをはじめ機体上部から発する赤色光線ファイア・左右の発射口から放つビーム・前面から噴射するジェット気流のハリケーン・両翼にある計8機の発射管から撃ち出すミサイルなど[21]、多数の強力な武装を有する[注釈 9]もののそれらは機体前面に集中しているうえ[6]機動性も著しく悪く、マジンガーZに後方に回り込まれると為す術も無く撃破された。
  - デザインは作画監督の角田紘一で、ダイナミックプロによる原案は存在しない[1]。

### 登場する機械獣
- ザウルスF1
- ブラッガーS1
- デモンガーJ5
- バルバドスF7
- バイアンS2
- ゴーストアームV10
- トロスD7
- ブリマスW5
- スカラルドB7
- マグダスJ3
- バリアスB5
- マンテスK9
- ヘッドホークM3
- エルキネスK2
- ダンキマスC2

機械獣のデザイン原案は一部、永井豪や蛭田充によるものなどを含むが、ほとんどは石川賢がラフを起こし、作画監督の角田紘一がアレンジ（クリンナップ）を行った。

## 製作・スタッフ
- 製作：登石雋一
- 製作担当：茂呂清一
- 企画：有賀健、勝田稔男
- 原作：永井豪とダイナミックプロ
- 脚本：高久進
- 音楽：渡辺宙明（マジンガーZ）、三沢郷（デビルマン）
- 原画：奥山玲子、金山通弘、小田克也、木野達児、菊池貞雄、窪詔之、小松原一男、白土武、中村一夫
- 動画：森英樹、小林敏明、小川明弘、坂野隆雄、薄田嘉信、服部照夫、阿部隆、長沼寿美子、山田みよ
- 背景：勝又激、赤保谷アイ子、勝俣公美子、柿沼雅人、福田和矢、牧野光成
- 演出助手：遠藤勇二
- 製作進行：吉岡修
- トレース：入江三帆子、黒沢和子
- 彩色：矢部和子、宮城邦子
- セログラフ：小鯨正豊、森田博
- 特殊効果：浜桂太郎、佐藤章二
- 撮影：平尾三喜、目黒宏
- 編集：古村均
- 録音：神原広巳
- 選曲：宮下滋
- 効果：畑英彦
- 記録：大橋千加子
- 録音スタジオ：タバック
- 現像：東映化学
- 美術監督：浦田又治
- 作画監督：角田紘一
- 演出：勝間田具治

## 主題歌・挿入歌

### 主題歌
「空飛ぶマジンガーZ」
作詞：高久進／作曲・編曲：渡辺宙明／歌：水木一郎、コロムビアゆりかご会
スタッフや声優クレジットが流れるエンディングに使用された。
レコード用フルサイズとはイントロやアレンジ・編集・歌唱が異なる、別録音の劇場用ヴァージョンが本作品のために作られた。このヴァージョンは『ETERNAL EDITION File No.1&2 マジンガーZ』、ならびに『オリジナル・サウンドトラック「劇場版 マジンガーZ ／ INFINITY」特装盤』に収録されている。

### 挿入歌
「Zのテーマ」
作詞：小池一雄／作曲・編曲：渡辺宙明／歌：水木一郎
冒頭、マジンガーZの出撃場面で流される。
「デビルマンのうた」
作詞：阿久悠／作曲・編曲：三沢郷／歌：十田敬三、ボーカル・ショップ
劇中で実際に使用されているのはTVサイズのキー局用ヴァージョン。中盤、明がデビルマンに変身して妖獣ブゴを追撃する場面で流れる。
「マジンガーわがマシン」
作詞：江口隆彦／作曲・編曲：渡辺宙明／歌：水木一郎
後半クライマックスでジェットスクランダーとドッキングして空を飛んだマジンガーZと、妖獣・機械獣軍団との決戦場面で流される。

## 映像ソフト
- 1985年3月21日に東映ビデオから『劇場版マジンガーシリーズ 1』として『グレートマジンガー対ゲッターロボ』とカップリングで、ビデオカセットテープ (βII/VHS)にて発売された[30]。
- 1991年12月21日に東映ビデオからレーザーディスクにて劇場版マジンガーシリーズ第1弾として単巻発売される[31]。
- 1999年5月21日に東映ビデオから『劇場版マジンガーＺ対デビルマン』単独タイトルで、VHSテープが発売される[32]。
- 2002年5月21日に東映ビデオから『マジンガーZ対デビルマン』から『グレンダイザー ゲッターロボG グレートマジンガー 決戦! 大海獣』までを一括収録したDVD-BOX『マジンガー the MOVIE 永井豪スーパーロボットBOX』[33]が発売された[34]。
- 2003年5月21日に『マジンガー the MOVIE 永井豪スーパーロボットBOX』が簡易版[35][注釈 10]として再リリースされたことに併せて、『マジンガーZ対暗黒大将軍』とのカップリングで収録されたDVD『マジンガー the MOVIE 1』[36]が発売された。
- 2011年10月21日発売の『復刻! 東映まんがまつり1973夏』[37]に収録される。
- 2012年10月21日発売のブルーレイ『MAZINGER THE MOVIE Blu-ray 1973〜1976』[38]に収録(新たに疑似5.1ch化した音声を併録)。
- 2013年12月6日発売のブルーレイ『MAZINGER THE MOVIE Blu-ray VOL.1』[39]に『マジンガーZ対暗黒大将軍』『グレートマジンガー対ゲッターロボ』と併せて収録(これは『MAZINGER THE MOVIE Blu-ray 1973〜1976』のBOXからDISC1を単巻でプライスダウン発売したもの[40])。
- 2023年8月9日発売の「MAZINGER THE MOVIE 1973-1976 4Kリマスター版」[41][42]に収録された。

## コミカライズ
集英社、月刊『別冊少年ジャンプ』1973年8月号（作画：桜多吾作） - 連載第9回「光子力研究所総攻撃の巻」

## 同時上映作品
| 作品名                         | 原作       | （声の）出演                                         | 備考                             |
| ------------------------------ | ---------- | ---------------------------------------------------- | -------------------------------- |
| 仮面ライダーV3対デストロン怪人 | 石森章太郎 | 宮内洋、藤岡弘、佐々木剛、小林昭二                   | 劇場用新作                       |
| ロボット刑事                   | 石森章太郎 | 仲村秀生、千葉治郎、高品格、野田圭一                 | 第1 - 13話のブローアップ総集編   |
| キカイダー01                   | 石森章太郎 | 池田駿介、隅田和世、久里みのる、飯塚昭三             | TVシリーズ第1話のブローアップ版  |
| バビル2世 赤ちゃんは超能力者   | 横山光輝   | 神谷明、野田圭一、大塚周夫                           | TVシリーズ第21話のブローアップ版 |
| 魔法使いサリー                 | 横山光輝   | 平井道子、千々松幸子、白石冬美、加藤みどり、山口奈々 | TVシリーズ第89話のブローアップ版 |

## ネット配信
劇場公開50周年と「MAZINGER THE MOVIE 1973-1976 4Kリマスター版」の発売を記念して、YouTube内の東映シアターオンラインにて期間限定（2023年7月18日19:00 - 同年7月23日23:59）でHD版の無料配信が行われた。